# Stregata dalla luna
Stregata dalla Luna (Moonstruck) è un film del 1987 diretto da Norman Jewison.

## Trama
Loretta Castorini è una vedova trentasettenne che lavora come impiegata e vive con la sua famiglia, benestante, in un palazzo di Little Italy a New York. Il padre, Cosmo, ha da poco un'amante, e la madre, Rose, ne è al corrente. 
Si è fidanzata da poco con Johnny Cammareri, che deve tornare a Palermo dalla madre malata, che è sempre stata contraria al matrimonio del figlio maggiore. Prima della partenza, Johnny chiede a Loretta di invitare alle nozze il fratello Ronnie, con cui non parla da cinque anni. Loretta va a cercarlo al suo panificio e scopre che, a seguito di un incidente, ha subito l'amputazione delle dita della mano sinistra, cosa che ha provocato l'abbandono da parte della fidanzata e il litigio tra i due fratelli.
Tra i due scoppia la passione e trascorrono la notte insieme. Ronnie si innamora, ricambiato, di Loretta, ma lei vuole mantenere fede alla promessa di matrimonio così accetta solo di trascorrere un'ultima serata insieme. Ronnie è un melomane e la invita ad assistere a uno spettacolo de La bohème , al Metropolitan, il cui allestimento costituisce i titoli di testa del film. 
Qui Loretta incontra casualmente suo padre in compagnia dell'amante. Alla fine della rappresentazione, Loretta cede e finisce per trascorrere nuovamente la notte a casa di Ronnie. La mattina dopo Loretta torna a casa, senza sapere che la sera prima Johnny è tornato e intende parlarle; poco dopo arriva Ronnie, intenzionato a dichiarare a Johnny la relazione con Loretta. Nonostante la reticenza della figlia, Rose comprende il legame che c'è tra i due e invita Ronnie a far colazione. Durante la colazione, Rose e Cosmo finalmente si chiariscono e lui dichiara di aver deciso di lasciare l'amante.
Poco dopo Johnny si presenta e, di fronte all'intera famiglia di Loretta, comunica che il matrimonio non potrà avvenire, perché sua madre è miracolosamente guarita. Così Ronnie può chiedere la mano di Loretta, che acconsente e festeggia con la famiglia.

## Produzione
Il film venne girato in buona parte a New York, più precisamente a Brooklyn, tra il novembre 1986 e il 26 giugno 1987. In una scena appaiono i genitori del regista Martin Scorsese nei panni dei signori Fugacci, due clienti del panificio.

## Distribuzione
Nelle sale statunitensi è uscito il 18 dicembre 1987, in Italia l'11 marzo 1988. Solo negli Stati Uniti ebbe un incasso pari a 80.640.528 dollari diventando il film più visto nelle sale americane di quell'anno.

## Riconoscimenti
- 1988 - Premio Oscar
  - Miglior attrice protagonista a Cher
  - Miglior attrice non protagonista a Olympia Dukakis
  - Migliore sceneggiatura originale a John Patrick Shanley
  - Nomination Miglior film a Patrick J. Palmer e Norman Jewison
  - Nomination Migliore regia a Norman Jewison
  - Nomination Miglior attore non protagonista a Vincent Gardenia
- 1988 - Golden Globe
  - Miglior attrice in un film commedia o musicale a Cher
  - Miglior attrice non protagonista a Olympia Dukakis
  - Nomination Miglior film commedia o musicale
  - Nomination Miglior attore in un film commedia o musicale a Nicolas Cage
  - Nomination Migliore sceneggiatura a John Patrick Shanley
- 1989 - Premio BAFTA
  - Nomination Miglior attrice protagonista a Cher
  - Nomination Miglior attrice non protagonista a Olympia Dukakis
  - Nomination Migliore sceneggiatura originale a John Patrick Shanley
  - Nomination Miglior colonna sonora a Dick Hyman
- 1988 - Festival di Berlino
  - Migliore regia a Norman Jewison
- 1987 - National Board of Review Award
  - Miglior attrice non protagonista a Olympia Dukakis
- 1987 - Los Angeles Film Critics Association Award
  - Miglior attrice non protagonista a Olympia Dukakis
- 1988 - Kansas City Film Critics Circle Award
  - Miglior film
  - Miglior attrice protagonista a Cher
  - Miglior attrice non protagonista a Olympia Dukakis
- 1988 - David di Donatello
  - Miglior attrice straniera a Cher
- 1988 - Nastro d'argento
  - Miglior attrice straniera a Cher
  - Miglior doppiaggio femminile a Ludovica Modugno
- 1989 - ASCAP Award
  - Top Box Office Films a Dick Hyman
- 1988 - American Comedy Award
  - Attrice non protagonista più divertente a Olympia Dukakis
- 1989 - Awards of the Japanese Academy
  - Nomination Miglior film straniero
- 1988 - Casting Society of America
  - Miglior casting a Howard Feuer
- 1989 - Sant Jordi Award
  - Nomination Miglior attrice straniera a Cher
- 1988 - Writers Guild of America
  - WGA Award a John Patrick Shanley